# Радомеровиці
Радомеровиці (пол. Radomierowice, нім. Plümkenau) — село в Польщі, у гміні Мурув Опольського повіту Опольського воєводства.
Населення — 227 осіб (2011).

## Демографія
Демографічна структура станом на 31 березня 2011 року:
|          | Загалом | Допрацездатний вік | Працездатний вік | Постпрацездатний вік |
| -------- | ------- | ------------------ | ---------------- | -------------------- |
| Чоловіки | 113     | 14                 | 88               | 11                   |
| Жінки    | 114     | 23                 | 65               | 26                   |
| Разом    | 227     | 37                 | 153              | 37                   |